# Fascia elastica

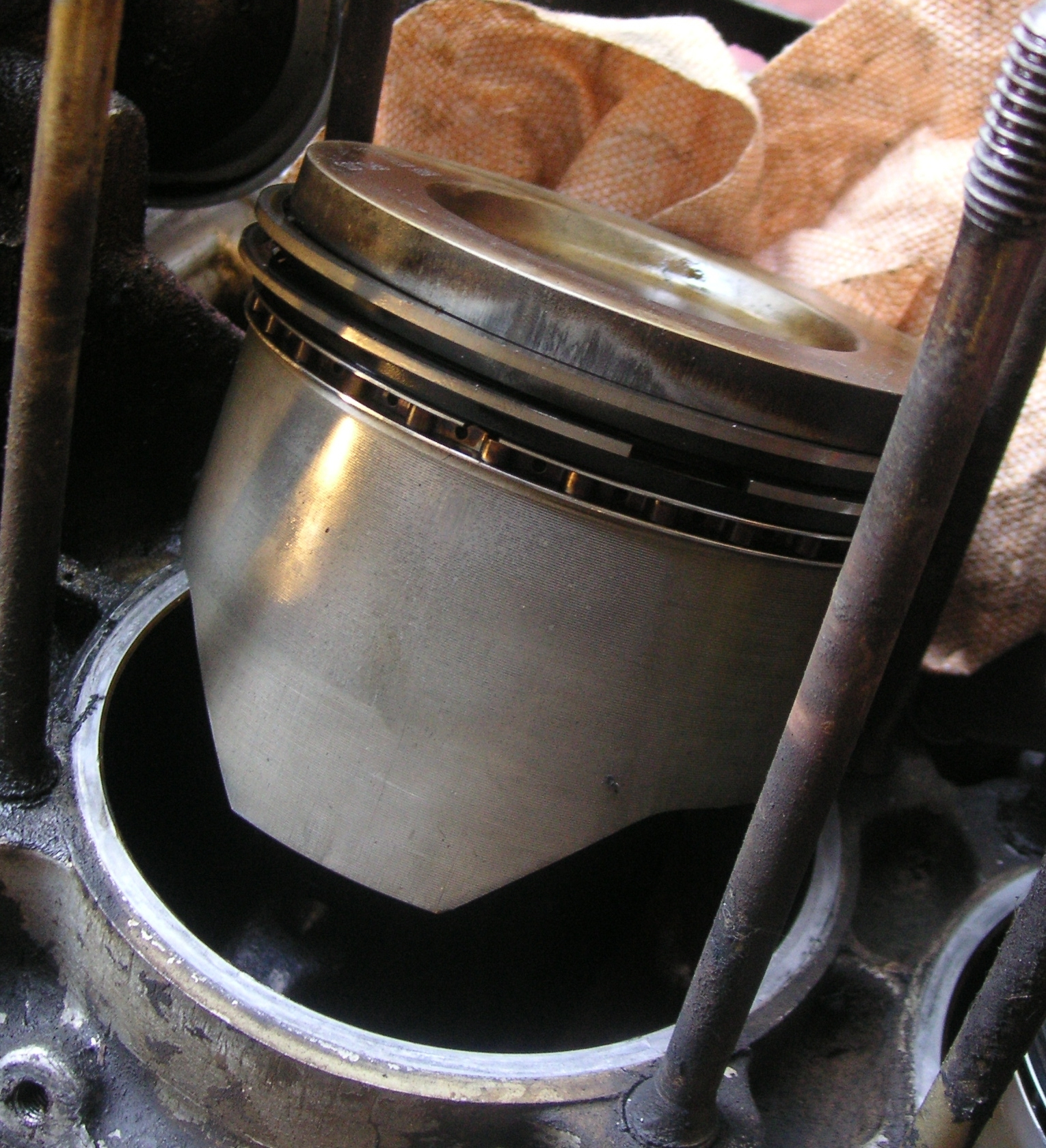
Pistone 4T con due fasce elastiche (sopra) ed un anello raschiaolio (sotto)

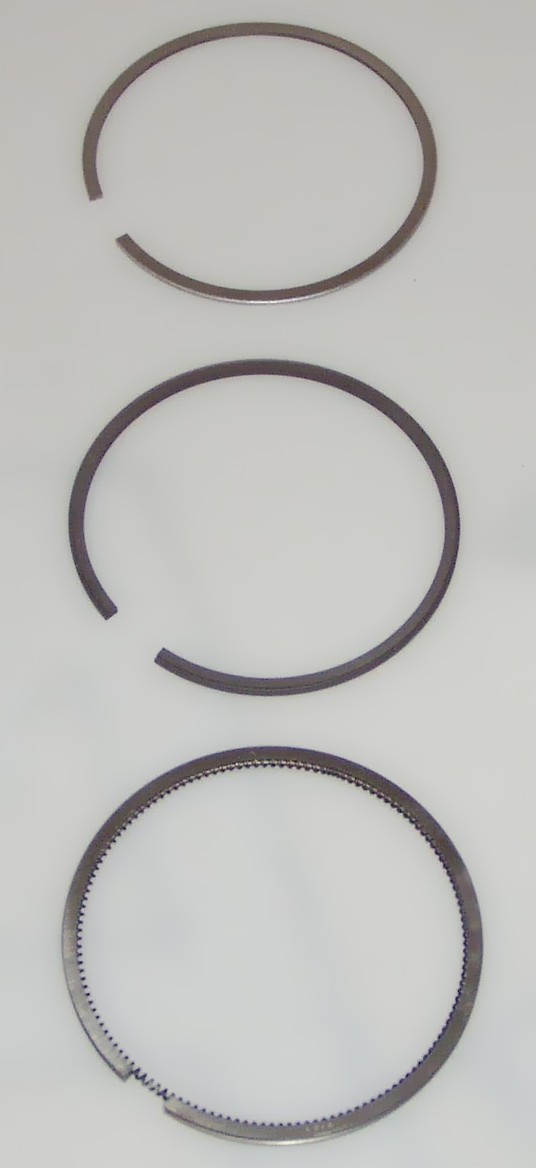
Serie di fasce di un pistone da 80 mm composta da due segmenti e, in basso, un raschiaolio

La fascia elastica, anche detta segmento di tenuta, è un anello metallico aperto e appiattito che si posiziona attorno alla testa del pistone per farlo combaciare alla perfezione con la superficie interna del cilindro.

## Posizione delle fasce
Le fasce elastiche sono anelli metallici inseriti in apposite sedi ricavate generalmente nella parte alta del pistone, ma ci sono anche casi, specialmente nei vecchi motori, in cui le fasce sono applicate nella parte bassa del pistone.

## Forma delle fasce

Fasce elastiche di tenuta, nelle diverse configurazioni:
A) Rettangolari
B) Faccia a botte
C) Trapezoidale
D) Twist torsionale
E) Faccia rastremata
F) Dykes o "a L"
Le quali si differenziano anche per il tipo di fermo fascia:
Y) Dietrofascia
X) Sopra o sottofascia
Oppure per le estremità che lavorano senza fermi fascia:
K) Gradino
J) Obliquo
W) Obliquo con gradino (ne esistono diverse varianti)

Le fasce elastiche hanno la forma di un anello aperto (altrimenti sarebbe impossibile inserirle nelle sedi del pistone). Esiste un caso particolare (moto Honda), con la NR 500 nel motomondiale e la NR 750 omologata per uso stradale (comprata solo dai musei) dove essendo i pistoni ovali, anche le fasce devono avere tale forma, con i problemi collegati di tenuta ed usura.
La sezione delle fasce è generalmente:
- Rettangolare o quadrata: la forma delle fasce classiche;
- Trapezoidale. (detta allora anche "T-ring") garantisce una migliore tenuta rispetto alla tradizionale sezione rettangolare ("R-ring"), migliorando lo sfruttamento dei gas di scarico che riescono a imprimere più forza e ad agire più velocemente. Un mezzo che utilizzava tali fasce era l'Aprilia RS 250. Questo tipo è più costoso ma permette una migliore tenuta,

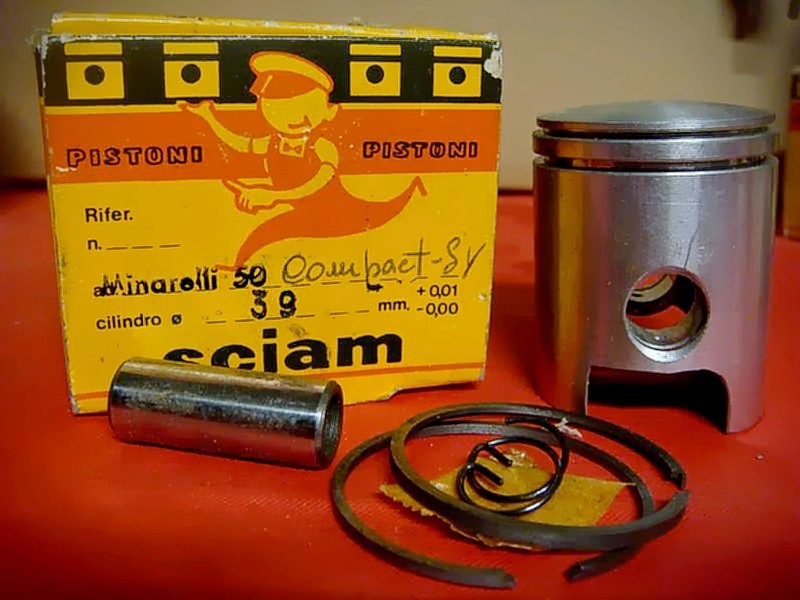
Pistone con fasce elastiche ad L

- a "L", si tratta di una fascia elastica munita di una prominenza rivolta verso il cielo del pistone e che generalmente termina a filo con esso, questo permette di sfruttare i gas combusti per mantenere energicamente la fascia contro il cilindro.

Un altro parametro importante è l'altezza del segmento: più esso sarà spesso e più eserciterà una forza sulla parete del cilindro, migliorando la tenuta ma aumentandone anche l'usura. Un altro modo di aumentare la tenuta è quello di applicare più fasce, le quali avranno una tenuta migliore rispetto ad una singola molto spessa. Per questo motivo le fasce hanno spessori variabili fra 0,8 mm e 1,2 mm.
Inoltre le fasce possono terminare in modi differenti:
- Piatti, le fasce terminano con un profilo perpendicolare alla loro lunghezza
- Obliquo, il profilo terminale delle fasce è inclinato
- Scala, la parte terminale assume una forma a gradino

## Funzione delle fasce
Le fasce elastiche consentono al pistone di avere una migliore tenuta della pressione che si sviluppa nella camera di combustione sigillandola. Tutto questo è necessario perché il pistone, per poter scorrere all'interno del cilindro e dilatarsi liberamente al calore, ha un gioco di accoppiamento (1-4 centesimi di millimetro per i motori di piccola cilindrata).
Le fasce sono indispensabili per evitare il fenomeno del trafilamento (blow by), quindi al travaso di fumi dalla camera di combustione alla camera di biella, dovuto alle estreme pressioni sviluppate dalla combustione.
Inoltre tramite il raschiaolio si evita di lasciare una porzione eccessiva di olio sul cilindro dopo il passaggio del pistone, in quanto l'olio non recuperato oltre dal raschiaolio ed eventualmente perso anche dalle tenute delle valvole a fungo (trafilamento dalla parte bassa a quella alta del motore o Blow-up) possono indurre ad un fenomeno chiamato dieseling, che aggravandosi nel tempo può diventare un'autoalimentazione.
In pratica si possono paragonare i segmenti al gommino di una comune siringa, con la differenza che il gommino lavora per interferenza con la siringa, mentre le fasce sono spinte sulla parete del cilindro dalla pressione stessa che devono contenere, cosicché la tenuta aumenta all'aumentare della pressione.

### Fattori che influiscono sulla tenuta
La tenuta delle fasce è determinata da:
- Galleggiamento della fascia: Determinato dal peso della fascia e principalmente dal suo spessore, la quale impiegherà più o meno tempo per modellarsi e spostarsi sotto la pressione dei gas combusti. Durante la discesa del pistone dal punto morto superiore (PMS) la fascia si trova in alto, a contatto con la superficie superiore della sua sede; sotto l'azione dei gas di scarico, che si insinuano tra la fascia e la sua sede, essa si sposta verso il basso e verso l'esterno, facendo pressione contro la parete del cilindro e la faccia inferiore della sede. Più elevato è il regime del motore e minore deve essere lo spessore delle fasce
- Numero di fasce: Un numero di fasce maggiore corrisponde a una tenuta più elevata e costante nel tempo, a un maggiore possibile regime del motore e a una più lunga vita delle fasce stesse.

### Funzioni particolari

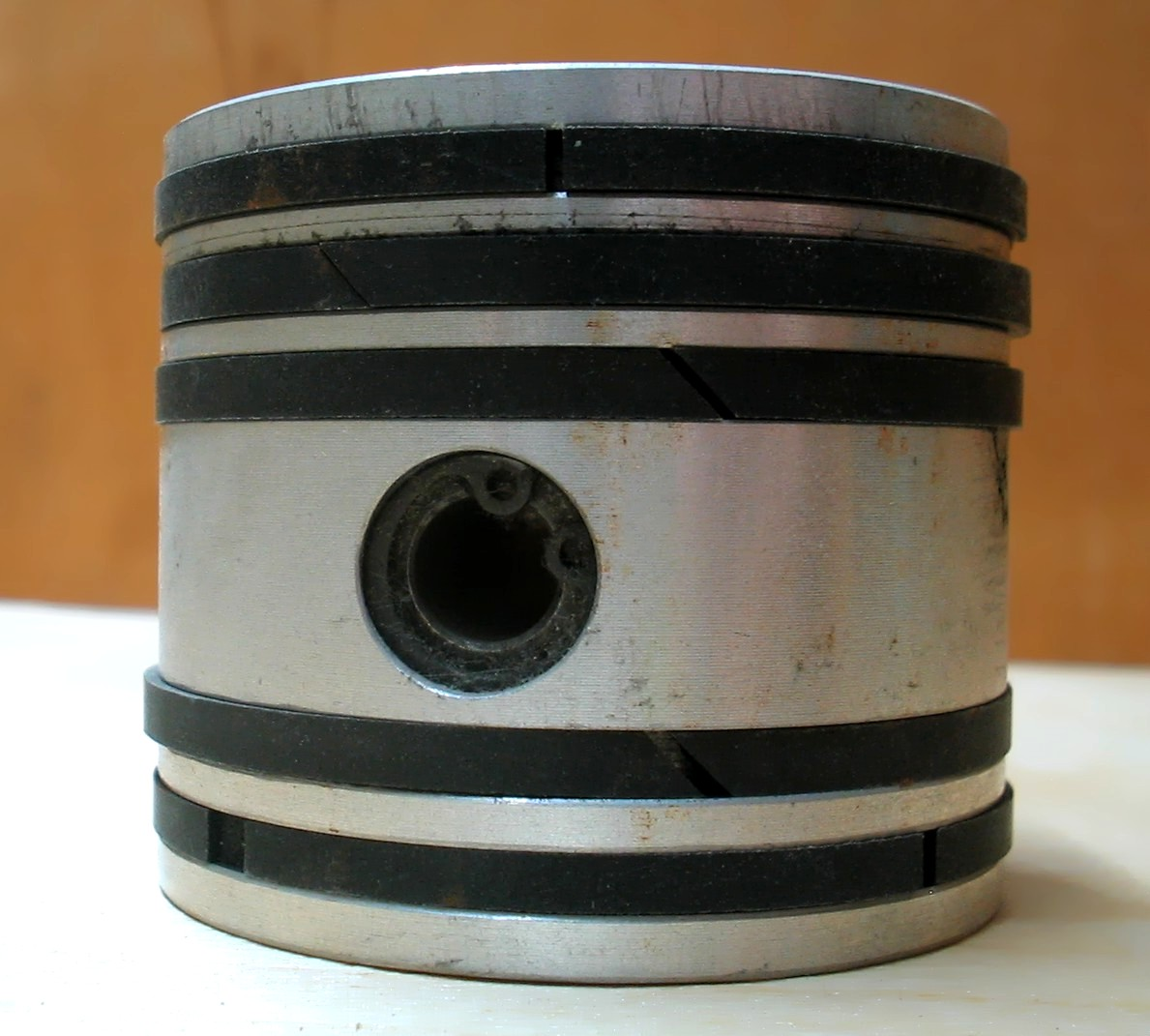
Pistone con fasce autolubrificanti

Le fasce elastiche in alcune applicazioni possono assumere funzioni supplementari. Un esempio si ha nei compressori d'aria usati negli studi dentistici o per apparecchiature da sala operatoria. In essi i pistoni sono muniti di fasce che, essendo autolubrificanti, sostituiscono l'olio normalmente usato come lubrificante nelle applicazioni tradizionali. Si evita in tal modo che quest'ultimo contamini l'aria dell'utenza. La tecnologia descritta è del resto già superata in quanto attualmente si preferisce realizzare dei cilindri con il mantello interno costituito in un materiale autolubrificante, oppure il pistone con il mantello rivestito da un materiale autolubrificante.

## Accorgimenti particolari
Punti da tenere presenti progettando le fasce di tenuta:
- Anello Expander: questo è un anello posto dietro alla fascia e che fornisce una pressione maggiore sulla parete del cilindro, sistema usato soprattutto in caso di usura del cilindro, ovvero di alto consumo di olio.
- Riporto autolubrificante: questo riporto è utile durante le prime fasi di rodaggio, perché riduce gli attriti e compensa leggermente la minore lubrificazione nei primi momenti di vita di un motore.

## Danni
Le fasce possono essere danneggiate nel loro utilizzo:
- Incollaggio: in questo caso la fascia rimane incollata alla sede (l'altezza della sede si restringe e blocca la fascia), perdendo l'elasticità necessaria per compiere il suo lavoro di tenuta.
- Usura: il consumo della fascia non è limitato al solo profilo che va a contatto con il cilindro, ma anche al suo spessore: più essa si assottiglia e più il gioco aumenta, con perdita di tenuta.
- Rigaggio: sulla faccia esterna della fascia si formano scanalature, limitandone la vita utile. Questo tipo di danno è generalmente causato dalle luci dei motori a due tempi.